# Successo (serie)
La Successo è una collana discografica economica, appartenente alla PolyGram e attiva dal 1980.

## Storia
A partire dal 1980, la PolyGram (ex-Phonogram) lancia in Italia una nuova serie di dischi a prezzo economico: la Successo. Si tratta perlopiù di raccolte di artisti di successo tratti dal catalogo PolyGram, più raramente sono stati ristampati album veri e propri. Il prezzo di vendita al pubblico è inizialmente di £ 3.000 (da cui il nome della serie), anche se nel corso degli anni il prezzo arriva fino a £ 4.500. I dischi si caratterizzano per la copertina nera, con la scritta "Successo" in rosso.
All'interno della Successo sono confluiti anche alcuni artisti, tra cui Demis Roussos, Charles Aznavour e Luigi Tenco; originariamente appartenenti al catalogo Philips, una casa discografica indipendente acquisita dalla Phonogram nel 1970. Sono stati stampati in licenza anche alcune raccolte di artisti provenienti da altre etichette discografiche come Philips olandese, Mercury, Fontana, Polydor e RSO.
Dei titoli della serie Successo, oltre alla versione disco in vinile, erano disponibili col medesimo numero di catalogo anche le rispettive versioni in Stereocassetta e Stereo8.
In questa collana di dischi è stata pubblicata anche una serie dedicata alla musica classica. Si tratta perlopiù di ristampe economiche di dischi prodotti dalla stessa PolyGram, originariamente presenti all'interno del catalogo Philips Classics Records e Fontana Argento; oppure di dischi di etichette discografiche tedesche, come la Deutsche Grammophon.